# Осётрик (нижний приток Осетра)
Осётрик — река в России, протекает в городском округе Зарайск Московской области. Правый приток Осетра.
Длина — 31 км, площадь водосборного бассейна — 174 км². Берёт начало у деревни Рожново. Течёт на северо-запад. Впадает в реку Осётр в 39 км от устья, ниже Зарайска.
Вдоль течения реки расположены населённые пункты Крутой Верх, Добрая Слободка, Клепальники, Старо-Подгороднее, Гололобово и Нижнее Вельяминово.
По данным Государственного водного реестра России, относится к Окскому бассейновому округу. Речной бассейн — Ока, речной подбассейн — бассейны притоков Оки до впадения Мокши, водохозяйственный участок — Ока от города Каширы до города Коломны, без реки Москвы.